# Hilton Kramer
Hilton Kramer (Gloucester, Massachusetts, 25 de março de 1928 - Harpswell, Maine, 27 de março de 2012) foi um jornalista, crítico de arte e cultural estado-unidense.

## Obras
- 1973. The Age of the Avant-Garde.
- 1985. The Revenge of the Philistines.
- 1997 (co-redator com Roger Kimball). The Future of the European Past. Chicago: Ivan R. Dee.
- 1999. The Twilight of the Intellectuals: Culture and Politics in the Era of the Cold War. Chicago: Ivan R. Dee.
- 2002 (co-redator com Roger Kimball). The Survival of Culture: Permanent Values in a Virtual Age. Chicago: Ivan R. Dee
- 2003, "Remembering the Gulag" (revisão de Anne Applebaum, 2003. Gulag: A History, Doubleday), The New Criterion 21 (9):
- 2006 The Triumph of Modernism: The Art World, 1985-2005